# Уртабулакское газовое месторождение
Уртабулакское газовое месторождение, часто упоминаемое как Уртабулак или Урта-Булак (узб. Oʻrtabuloq, Ўртабулоқ), находится на территории Узбекистана. Активная разработка месторождения велась в советские годы.
Известно в связи с масштабной аварией — прорывом из скважины газа под большим давлением и продолжавшимся более двух лет горением газового факела, — для устранения которой был успешно использован термоядерный взрыв.
Месторождение расположено в 90 км к югу от Бухары, в равнинной местности, существенно осложнённой буграми и грядами. Поблизости имеются солёные озёра. Местность традиционно используется для выпаса скота.

## Авария 1963 года
В ночь на 1 декабря 1963 года на месторождении произошла авария с выбросом природного газа. На глубине более 2400 метров бур попал в газоносный пласт с высоким содержанием сероводорода и аномально высоким пластовым давлением, составлявшим около 300 атмосфер (по оценке управляющего геологоразведочным трестом А. С. Пучкова, 350 атмосфер).
При бурении была сделана ошибка: не было использовано специальное буровое оборудование из стали, противостоящей агрессивной среде. Бурильная колонна была выдавлена из скважины, и мощный фонтан газа воспламенился. Под напором газа буровая вышка рухнула и частично расплавилась. В течение короткого времени разрушилась защитная арматура на устье скважины и факел увеличился.
Этот факел горел более двух лет и девяти месяцев. Его высота достигала 120 метров, объём сгоравшего газа составлял не менее 12 млн м3 в сутки (по оценке управляющего геологоразведочным трестом А. С. Пучкова, 18—20 млн м3/сут). Научно-популярные источники отмечают, что ежесуточная потеря газа в результате аварии превосходила потребление газа в тот же период городом Ленинград.
В ходе борьбы с газовым фонтаном применялись артиллерийский обстрел (для уничтожения вышедших из строя превенторов) и охлаждение устья скважины водяной завесой. В январе 1964 года удалось расчистить устье и установить отводящую часть выходящего газа арматуру, с помощью которой планировалось опустить в скважину бурильные трубы. Однако дело осложнилось проникновением газа под высоким давлением из ствола аварийной скважины в проницаемые породы, что привело к появлению газовых грифонов, угрожавших отравлением значительной территории. Установленную арматуру пришлось уничтожить. В дальнейшем для борьбы с выбросом газа были предприняты закачка в газоносный пласт воды и бурение обходных скважин, но к успеху это не привело.
Из-за высокой температуры к факелу было невозможно подойти ближе, чем на 250—300 метров. Местность вокруг была покрыта копотью, в окрестностях скважины изменилось поведение животных. Для защиты от жары вокруг факела зимой с помощью бульдозеров был насыпан песчаный бруствер. Руководитель работ по подготовке перекрытия скважины ядерным взрывом К. И. Мангушев описал первое посещение места аварии в своих воспоминаниях:

Странное ощущение было, когда вертолёт коснулся земли: вибрация усилилась, шум мотора потонул в океане сплошного гула, глухих взрывов. Рёв сотен реактивных двигателей, шум канонады — всё это был его голос, голос фонтана… Отсюда до фонтана было метров шестьсот… Вся дальняя часть долины была смазана призрачными пологами марева, колыхавшимися вблизи факела. То, что сверху казалось махонькой пепельницей, оказалось валом песка, нагруженным вокруг устья скважины на расстоянии, куда зимой смогли дойти бульдозеры… Отсюда наклонённый факел уходил в небо и терялся где-то в мареве. Как хоровод дьяволят, вокруг факела то тут, то там возникали и пропадали песчаные вихри — настоящие самумы. Всё, что могло гореть вокруг, давно сгорело. Теперь это была действительно мёртвая раскалённая земля. Живому здесь места не осталось. По ночам стаи перелётных птиц и тучи насекомых, привлечённые светом, попадали в эту огненную пляску смерти и, падая, сгорали, часто даже не долетев до земли. «Как же здесь работали люди? Какое надо иметь мужество, чтобы подойти к жерлу ада?» — подумалось невольно. Действительно, чтобы подойти к устью скважины и что-то там делать, нужен крепкий дух, да и тело крепкое нужно. А ведь буровики работали вон там, ведь это они вытащили оттуда оборудование, расчистили устье скважины. Невероятно…

### Подготовка к взрыву
Весной 1966 года для перекрытия скважины был предложен метод подземного подрыва термоядерного заряда. Эту идею одобрили на уровне правительства и поручили выполнять КБ-11 (современный ВНИИЭФ), так как у них уже был опыт разработки промышленного заряда для проекта «Чаган».
Общим руководством работ занимался специалист по нефтяным и газовым месторождениям К. И. Мангушев, уже имевший опыт использования подземных ядерных взрывов на нефтяных месторождениях.
Первоначально к работам был привлечён высший уровень руководства атомного проекта — ЦК КПСС поставил задачу академику, президенту РАН М. В. Келдышу. В качестве консультантов проекта были привлечены физик академик М. Д. Миллионщиков и директор института физики Земли академик М. А. Садовский. После всестороннего обсуждения проблемы привлечённые консультанты подтвердили, что подрыв термоядерного заряда с перекрытием канала скважины является единственным приемлемым вариантом для решения этой задачи.
Поскольку взрыв был нужен для выхода из аварийной ситуации, работы выполнялись с максимально возможной скоростью. Чем быстрее будет потушен факел, тем меньший объём газа будет утрачен в результате выгорания. Несмотря на это, была проведена тщательная геологическая подготовка, был проведён ряд вылетов комиссии на местность. Эти командировки проходили в экстремальных условиях, когда температура достигала +40…+50 °С в тени.
Испытания бурового оборудования проводились на полигоне в Московской области. В результате этих испытаний были определены угол шахты, глубина заложения заряда, конструктивные особенности устройств.
Сам заряд создавался в КБ-11 под руководством опытных физиков-ядерщиков Владимира Сергеевича Лебедева и В. А. Разуваева. Особенностью разработки была «чистота» термоядерного заряда, то есть в продуктах взрыва должно было содержаться минимальное количество осколков деления, а основная энергия выделяться за счёт термоядерного синтеза.

### Взрыв
За подрыв заряда отвечала специально созданная комиссия под руководством Е. П. Славского. Решение о дате подрыва было утверждено на заседании Политбюро ЦК КПСС, которое возглавлял лично Л. И. Брежнев.
Для закладки заряда была пробурена наклонная штольня, в которой заряд был помещён на глубине 1500 метров под поверхностью земли. В этой точке была достаточно высокая температура, поэтому опущенный в точку подрыва заряд пришлось дополнительно охлаждать.
Подрыв ядерного заряда был произведен утром 30 сентября 1966 года. Результат был полностью достигнут: газовая скважина пережата сдвинутыми слоями породы, фонтан пламени погас через 22-23 секунды после подрыва.

### Итоги
Положительный результат позволил говорить о перспективности применения такого типа зарядов для тушения газовых факелов.

Ядерные заряды применялись для борьбы с газовыми фонтанами ещё трижды:
- «Памук», Кашкадарьинская область (21 мая 1968 года),
- «Кратер», Марыйская область, (11 апреля 1972 года),
- «Факел», Харьковская область (9 июля 1972 года, цель не достигнута).

Результаты применения практических решений тушения факелов были обобщены в книге, вышедшей в 1974 году. Её авторами стали В. И. Игревский, бывший на тот момент заместителем министра геологии СССР, и руководитель работ в Уртабулаке К. И. Мангушев.

## Комментарии
1. ↑  В геологии и вулканологии «грифоном» называется прорыв из-под земли на поверхность жидкости или газа, сопровождающийся образованием кратера.

### Дополнительные
- Мангушев К. И. Страшнее ядерного взрыва. — М.: Недра, 1992. — 237 с. — ISBN 5-247-03381-7.
- Турчин И. Ф. Тушение газового факела с помощью атомного взрыва // Сорок лет на испытаниях ядерного оружия. — Саров: РФЯЦ-ВНИИЭФ, 1999. — С. 105—?. — 177 с. — ISBN 5-85165-397-3.
- Губарев В. Мирная профессия ядерного взрыва // Восхождение к подвигу. — М. : Правда, 1985. — С. 246—254. — 368 с. — ББК Г 93. — УДК 84 Р 7(G).